# 中山香里
中山 香里（なかやま かおり、1978年3月14日 - ）は、日本の元女子プロレスラー。
母親は第9代WWWA王者、第7・9・11・27代WWWAタッグ王者の星野美代子。日本初の母娘2代レスラーであり、2代続けてのチャンピオンベルト保持者でもある。父は関西のプロレスプロモーターだった。

## 経歴
1994年7月19日、FMW兵庫・高砂市総合体育館大会において、対清水真弓戦でデビュー。
1999年6月15日、後楽園ホールではテレビ番組「トゥナイト2」と連携したキャラクター「ミルキー香里」として白鳥智香子と対戦。
2001年2月、田中将斗・邪道・外道らとコンプリート・プレイヤーズを結成、FMWから離脱。
尾崎魔弓率いるOZアカデミーにも所属し、ヒールとしての修行を行う。
2001年からは総合格闘技に挑戦。2001年5月3日のReMix、および引退直前の2002年8月4日のスマックガールへ参戦したがいずれも判定負け。
2001年11月11日のコンプリートプレイヤーズ自主興行(ディファ有明)では日向あずみとシングルマッチを行うがみちのくドライバーⅡで敗戦。
2002年5月4日、大仁田FMW再旗揚げ興行(東京・後楽園ホール)でシャーク土屋と組みGAMI＆noki-Aと対戦。GAMIのフィッシャーマンズバスターで中山が敗れる。
2002年6月2日、大仁田FMW越谷大会(埼玉・越谷桂スタジオ)で引退カウントダウンシングルマッチとしてドレイク森松と対戦。両者リングアウト。
2002年7月4日、大仁田FMW有明大会(東京・ディファ有明)でカウントダウン第2戦としてタニーマウスと対戦。ダイヤモンドバストで勝利。
2002年8月17日、SPWF(静岡・袋井市民体育館)でラ・マルクリアーダと対戦。カミカゼで勝利。
2002年10月23日、WEW後楽園ホール大会における対シャーク土屋戦を最後に引退。
現在は二児の母親。またルックスの良さを買われデビュー当時から「アイドルレスラー」としても活躍し、グラビア誌や写真集で水着姿を披露した。

## 得意技
爆NEWスープレックス
ブリザードスープレックスと同型。
ダイヤモンドバスト
浜ちゃんカッターと同型。

## タイトル歴
- WEW6人タッグ王座

## 戦績

### 総合格闘技
| 総合格闘技 戦績 | 総合格闘技 戦績 | 総合格闘技 戦績 | 総合格闘技 戦績 | 総合格闘技 戦績 | 総合格闘技 戦績 | 総合格闘技 戦績 |
| --------------- | --------------- | --------------- | --------------- | --------------- | --------------- | --------------- |
| 2 試合          | (T)KO           | 一本            | 判定            | その他          | 引き分け        | 無効試合        |
| 0 勝            | 0               | 0               | 0               | 0               | 0               | 0               |
| 2 敗            | 0               | 0               | 2               | 0               | 0               | 0               |

| 勝敗 | 対戦相手       | 試合結果           | 大会名                         | 開催年月日   |
| ×    | Lay-ho         | 5分3R終了 判定0-3  | SMACKGIRL 〜Summer Gate 2002〜 | 2002年8月4日 |
| ×    | リー・ヨンファ | 5分3R終了 判定9-21 | ReMix GOLDEN GATE 2001         | 2001年5月3日 |

## 作品

### 写真集
- 中山香里ファースト写真集 ｢ETUDE｣（1999年10月、英和出版　撮影：三上泰史）

### イメージビデオ
- 中山香里 FUTURE（1997年9月、英知出版）